# Тепличный (Курская область)
Тепли́чный — посёлок в Железногорском районе Курской области. Входит в состав Разветьевского сельсовета.

## География
Расположен в 5 км к юго-западу от Железногорска на северной окраине лесного урочища Отъезжее.

## История
Возник в 1979 году как посёлок овощеводов.
В сентябре 2013 года в посёлке проходили съёмки одной из серий телешоу «Битва экстрасенсов».

## Население
| 1979 | 2002 | 2010 |
| ---- | ---- | ---- |
| 565  | ↗822 | ↘753 |

## Улицы
В посёлке 3 улицы:
- Лесная
- Полевая
- Тихая